# 国道67号線 (韓国)
国道67号線(漆谷~軍威線, ハングル:국도 제67호선)は慶尚北道漆谷郡倭館邑倭館交叉路から大邱広域市軍威郡軍威邑軍威ICへ至る大韓民国の一般国道である。

## 歴史
- 1996年7月1日 : 2000年代の交通需要に対処するため、漆谷郡倭館邑~亀尾市の区間で構成された国道67号線(漆谷~亀尾線)を新設。[1]
- 2008年11月3日 : 軍威郡軍威インターチェンジと亀尾市国家産業4団地を結ぶ地方道930号線が国道に昇格。[2]
- 2008年11月17日 : 慶尚北道亀尾市~軍威郡の区間が国道に昇格したのに伴い、終点が亀尾市山東面から軍威郡軍威邑に変更される。これにより路線名も '漆谷~亀尾線'から '漆谷~軍威線'に変更。[3]
- 2012年12月20日 : 倭館~石積間の道路(漆谷郡倭館邑倭館里~石積邑中里) 11.43kmが4車線拡張開通[4][5]、既存の漆谷郡倭館邑石田里~石積邑中里間9.9kmが廃止。[6]
- 2014年7月1日 : 亀尾市玉渓洞~山東面星水里3.24kmが拡張開通。[7]

## 主な経由地
慶尚北道
- 漆谷郡(倭館邑·石積邑) - 亀尾市(侍美洞·真坪洞·臨水洞·黄桑洞·亀浦洞·玉渓洞·山東面·長川面)

大邱広域市
軍威郡軍威邑

## 路線
ほとんどの区間は慶尚北道に属する。
| 名前                       | 接続路線                                | 所在地                     | 所在地                     | 備考                                 |
| 国家支援地方道67号線と直結 | 国家支援地方道67号線と直結              | 国家支援地方道67号線と直結 | 国家支援地方道67号線と直結 | 国家支援地方道67号線と直結           |
| -------------------------- | --------------------------------------- | -------------------------- | -------------------------- | ------------------------------------ |
| 倭館交叉路                 | 관문路                                  | 漆谷郡                     | 倭館邑                     | 始点                                 |
| 倭館跨線橋                 |                                         | 漆谷郡                     | 倭館邑                     |                                      |
| 漆谷ポ左岸                 |                                         | 漆谷郡                     | 石積邑                     |                                      |
| 中旨交叉路                 | 石積路                                  | 漆谷郡                     | 石積邑                     |                                      |
| 中旨橋                     |                                         | 漆谷郡                     | 石積邑                     |                                      |
| 浦南1交叉路                | 石積路                                  | 漆谷郡                     | 石積邑                     |                                      |
| 浦南2交叉路                | 浦南2ギル                               | 漆谷郡                     | 石積邑                     |                                      |
| 石積交叉路                 | 石積路 포망路                           | 漆谷郡                     | 石積邑                     |                                      |
| 南栗交叉路                 | 南栗路                                  | 漆谷郡                     | 石積邑                     |                                      |
| 友邦1交叉路                | 大橋ギル                                | 漆谷郡                     | 石積邑                     |                                      |
| 友邦2交叉路                | 石積路                                  | 漆谷郡                     | 石積邑                     |                                      |
| 中里交叉路                 | 石積路                                  | 漆谷郡                     | 石積邑                     |                                      |
| クァンアム橋               | 長谷ギル                                | 漆谷郡                     | 石積邑                     |                                      |
| (TKケミカル3工場)          | 3工団2路                                | 漆谷郡                     | 石積邑                     |                                      |
| 中里                       | 유학路                                  | 漆谷郡                     | 石積邑                     |                                      |
| (名前なし)                 | 3公団路                                 | 亀尾市                     | 真美洞                     |                                      |
| 亀尾3工団                  |                                         | 亀尾市                     | 真美洞                     |                                      |
| (名前なし)                 | 地方道514号線 (輸出大路)                | 亀尾市                     | 真美洞                     | 地方道514号線と重複                  |
| 仁同広場                   | 地方道514号線 (삼일路) 輸出大路         | 亀尾市                     | 仁同洞                     | 地方道514号線と重複                  |
| 亀尾斥和碑                 |                                         | 亀尾市                     | 陽浦洞                     |                                      |
| 亀尾2工団                  |                                         | 亀尾市                     | 陽浦洞                     |                                      |
| 玉渓橋                     |                                         | 亀尾市                     | 陽浦洞                     |                                      |
| (名前なし)                 | 산호大路                                | 亀尾市                     | 陽浦洞                     |                                      |
| 玉渓대백タウン入口         | 흥안路                                  | 亀尾市                     | 陽浦洞                     |                                      |
| 星水交叉路                 | 성림길                                  | 亀尾市                     | 山東面                     |                                      |
| 성수천교                   |                                         | 亀尾市                     | 山東面                     |                                      |
| 槐谷交叉路                 | 国道25号線 (洛東大路)                   | 亀尾市                     | 山東面                     | 国道25号線と重複                     |
| 星水橋                     |                                         | 亀尾市                     | 山東面                     | 国道25号線と重複                     |
| 山東交叉路                 | 江東路                                  | 亀尾市                     | 山東面                     | 国道25号線と重複                     |
| 용문交叉路                 | 林泉仁徳路                              | 亀尾市                     | 山東面                     | 国道25号線と重複                     |
| 下場2橋                    | 国道25号線 地方道923号線 (洛東大路)     | 亀尾市                     | 長川面                     | 国道25号線と重複 地方道923号線と重複 |
| 下場三叉路                 | 江東路                                  | 亀尾市                     | 長川面                     | 地方道923号線と重複                  |
| 上林三叉路                 | 地方道923号線 (江東路)                  | 亀尾市                     | 長川面                     | 地方道923号線と重複                  |
| (名前なし)                 | 地方道923号線 (松栢路)                  | 亀尾市                     | 長川面                     | 地方道923号線と重複                  |
| 水西橋                     |                                         | 大邱広域市軍威郡           | 軍威邑                     |                                      |
| 軍威IC 交叉路              | 55号線中央高速道路 国道5号線 (慶北大路) | 大邱広域市軍威郡           | 軍威邑                     |                                      |

## 道路名
- 慶尚北道
  - 漆谷郡倭館邑 倭館交叉路 ~ 石積邑 中里入口 : 江辺大路
  - 漆谷郡石積邑 中里入口 ~ 亀尾市真美洞 3工団3路北端 : 3工団3路
  - 亀尾市真美洞 3工団3路北端 ~ 仁同洞 仁同広場 : 輸出大路
  - 亀尾市仁同洞 仁同広場 ~ 山東面槐谷交叉路 : 玉渓2工団路
  - 亀尾市山東面 槐谷交叉路 ~ 長川面 下場2橋 : 洛東大路
  - 亀尾市長川面 下場2橋 ~ 下場三叉路 : 下場3ギル
  - 亀尾市長川面 下場三叉路 ~ 上林三叉路 : 江東路
  - 亀尾市長川面 上林三叉路 ~ 大邱広域市軍威IC : 長川路